# Bernardo Morando (poète)
Pour les articles homonymes, voir Bernardo Morando.
Bernardo Morando, né le 18 avril 1589 à Sestri Ponente et mort le 6 mars 1656 à Plaisance, est un poète et écrivain italien.

## Biographie
Issu d'une famille de commerçants génois venus se fixer à Plaisance, en liaison avec les fameuses foires de changes, il a reçu du duc Ranuce II Farnèse un diplôme de noblesse en 1649. En 1651, le même duc le nomme comte du Palais Sacré du Latran, et chevalier, par diplôme en date du 16 janvier, enregistré par la "Communauté" le 20 du même mois. En 1652, il est fait comte de Montechiaro.
Morando fut membre de l'Académie des Spiritosi, fondée par les Farnèse pour continuer les activités de celle des Ortolani du XVIe siècle. Morando est connu surtout pour son roman La Rosalinda, publié en 1650 et dédié à Anton Giulio Brignole Sale. Roman à succès, La Rosalinda a été rééditée plusieurs fois avant la fin du dix-septième siècle.

## Œuvres
Après le chaleureux accueil et les éloges de ses contemporains qu'il recueillit pendant sa vie, le poète fut presque complètement délaissé par la critique litteraire. Parmi ses œuvres le roman La Rosalinda fut réédité plusieurs fois en Italie, pendant la deuxième moitié du XVIIe siècle et en 1726. La Rosalinda fut traduite par en français par Gaspard Moïse Augustin de Fontanieu (1730), et jouit d'un grand succès en France. Les autres compositions, oubliées par les critiques et par les éditeurs, ne sont point mentionnées par la plupart des manuels d'histoire littéraire des XVIIIe – XIXe siècles.
L'intérêt croissant pour le siècle du baroque a contribué a une revalorisation de l'œuvre de Morando. Parmi les éditions récentes, il faut signaler deux recueils sur Marino et les marinistes, où les poésies de Morando occupent une place importante: celui de Giovanni Getto et celui de Giuseppe Ferrero. En outre, dans leurs études, publiées en 1959, E. Cremona et D. Bianchi approfondissent la connaissance de cet auteur sous divers aspects encore méconnus. Cependant, malgré cet apport considérable de la critique littéraire de ces dernières années l'œuvre de Morando dans son ensemble et surtout son activité théâtrale attendent encore une exploration exhaustive et une complète revalorisation.